# Новогригоровское
Новогригоровское (укр. Новогригорівське) — село в Высокопольской поселковой общине Бериславского района Херсонской области Украины.
Почтовый индекс — 74030. Телефонный код — 5535. Код КОАТУУ — 6521882002.

## Население
Население по переписи 2001 года составляло 261 человек.

### Языковой состав
Родной язык населения по данным переписи 2001 года:
| Язык       | Численность, чел. | Доля     |
| ---------- | ----------------- | -------- |
| Украинский | 257               | 98,47 %  |
| Русский    | 4                 | 1,53 %   |
| Итого      | 261               | 100,00 % |